# Obsessions
Obsessions este un cântec lansat ca primul single al cantautoarei galeze Marina and the Diamonds lansat pe data de 19 noiembrie 2008 de casa de discuri Neon Gold Records, piesa va fi inclusă mai târziu în albumul de debut al artistei The Family Jewels.

## Videoclipul
Videoclipul a fost regizat de Tim Brown. În videoclip Marina construieste meticulos o structura metalica mare, În cele din urmă, aparatul de fotografiat este aliniat pentru a descoperi un diamant, cu lumini LED stralucitoare. Videoclipul a fost lansat pe canalul ei oficial de YouTube, pe data de 25 decembrie 2008.

## Lista pieselor
Descărcare digitală
1. Obsessions - 3:38
2. Mowgli's Road - 4:09